# 白花鹿蹄草
白花鹿蹄草（学名：Pyrola decorata var. alba）为鹿蹄草科鹿蹄草属下的一个变种。

## 扩展阅读
- 維基物種上的相關：白花鹿蹄草